# Heterolocha chrysoides
Heterolocha chrysoides là một loài bướm đêm trong họ Geometridae.